# Ейден Гевен
Ейден Едфорд Гевен (англ. Ayden Edford Heaven, нар. 22 вересня 2006, Лондон, Англія) — англійський футболіст, центральний захисник клубу «Манчестер Юнайтед».

## Ігрова кар'єра

### Клубна
У віці восьми років Ейден Гевен приєднався до академії столичного клубу «Вест Гем Юнайтед», де пробув чотири роки. Після проходження оглядин в лондонському «Челсі», Ейден приєднався до академії «Арсенала», за який вболівав з дитинства. Влітку 2023 року Гевен підписав з клубом молодіжний контракт. В сезоні 2023/24 періодично тренувався з першою командою.
Гевен пройшов иіжсезонну підготовку з першою командою «Арсенала» влітку 2024 року. 30 жовтня 2024 року у матчі Кубка ліги проти «Престон Норд Енд» Гевен зіграв першу гру в складі "канонірів".
1 лютого 2025 року Гевен перейшов до «Манчестер Юнайтед», підписавши контракт на чотири з половиною роки. 2 березня 2025 року у матчі Кубка Англії Гевен вперше вийшов на поле в головній команді МЮ. В Прем'єр - лізі захисник дебютував 9 березня 2025 року, коли вийшов на заміну на другий у матчі проти свого колишнього клубу — лондонського «Арсенала».

### Збірна
У 2024 році Ейден Гевен почав свої виступи в юнацьких збірних Англії.